# Талинум
Тали́нум (лат. Talinum) — род двудольных цветковых растений, включённый в семейство Талиновые (Talinaceae). Ранее включался в семейство Портулаковые (Portulacaceae). Нередко объединяется с родами Талинелла (Talinella Baill., 1886) и Фемерантус (Phemeranthus Raf., 1814).

## Название
Научное название рода было впервые употреблено Мишелем Адансоном в 1763 году. Вероятно, оно образовано от африканского народного названия одного из видов рода.

## Ботаническое описание
Талинумы — однолетние и многолетние травянистые растения и небольшие полукустарники, иногда суккулентные. Листья линейной или обратнояйцевидной формы, с ровным краем, на коротких черешках, спиралевидно расположенные на стебле.
Цветки собраны в боковые или конечные метёльчатые, кистевидные или щитковидные соцветия. Чашечка разделена 2 доли, обычно рано исчезает. Венчик обычно состоит из пяти раздельных или слабо сросшихся в основании лепестков. Тычинки в количестве 5—35. Завязь с 8—10 гнёздами.
Плод — шаровидная коробочка с 3—5 гнёздами, с многочисленными чёрными почти округлыми семенами.

## Ареал
Большая часть видов талинума распространена в Африке и Южной Америке. Некоторые натурализованы в Азии и Северной Америке.

## Таксономия
|  |                                      |  |                                                         |                                                         |                     |  | ещё 10 семейств (согласно Системе APG III) |               |               |             |
|  |                                      |  |                                                         |                                                         |                     |  |                                            |               |               | 15—50 видов |
|  |                                      |  |                                                         | порядок Гвоздичноцветные                                |                     |  |                                            |               | род Талинум   |             |
|  |                                      |  |                                                         | порядок Гвоздичноцветные                                |                     |  |                                            |               | род Талинум   |             |
|  | отдел Цветковые, или Покрытосеменные |  |                                                         |                                                         | семейство Талиновые |  |                                            |               |               |             |
|  | отдел Цветковые, или Покрытосеменные |  |                                                         |                                                         |                     |  |                                            |               |               |             |
|  |                                      |  | ещё 58 порядков цветковых растений (по Системе APG III) | ещё 58 порядков цветковых растений (по Системе APG III) |                     |  |                                            | род Талинелла | род Талинелла |             |
|  |                                      |  |                                                         | ещё 58 порядков цветковых растений (по Системе APG III) |                     |  |                                            |               | род Талинелла |             |

### Синонимы
- Helianthemoides Medik., 1789
- Orygia Forssk., 1775

### Виды
- Talinum arnottii Hook.f., 1876
- Talinum caffrum (Thunb.) Eckl. & Zeyh., 1836
- Talinum calycinum Engelm., 1848
- Talinum fruticosum (L.) Juss., 1789
- Talinum multiflorum Rose & Standl., 1911
- Talinum napiforme DC., 1828
- Talinum nocturnum Bacigalupo, 1993
- Talinum paniculatum (Jacq.) Gaertn., 1791 — Талинум метельчатый
- Talinum polygaloides Gillies ex Arn., 1831
- Talinum portulacifolium (Forssk.) Asch. ex Schweinf., 1896
- Talinum punae (R.E.Fr.) Carolin, 1985
- Talinum sediforme Poelln., 1933
- Talinum tenuissimum Dinter, 1914
- Talinum triangulare (Jacq.) Willd., 1799
- Talinum tuberosum (Benth.) P.Wilson, 1932